# Krajnik (jezioro)
Krajnik – jezioro w Polsce, położone w województwie lubuskim, w powiecie sulęcińskim, w gminie Lubniewice, w granicach administracyjnych miasta Lubniewice.

## Opis
Według regionalizacji fizycznogeograficznej Polski jezioro Krajnik położone jest na Pojezierzu Łagowskim. Jest najmniejszym, a zarazem najgłębszym (35 m) z grupy jezior lubniewickich. Akwen ma kształt owalny i regularny, brzegi wysokie, częściowo zalesione. Jezioro przylega od zachodu do Lubniewic. Wynurzona roślinność wodna zajmuje większość brzegów akwenu, jednak ogranicza ją szybko opadające dno. Nad brzegiem od strony miasta znajduje się ośrodek wypoczynkowy z plażą i pomostem. Przez jezioro przepływa rzeka Lubniewka (Lubna).

## Hydronimia
Jezioro do 1945 roku nazywane było Krainich See (1934). 17 września 1949 roku wprowadzono nazwę Krajnik. Obecnie państwowy rejestr nazw geograficznych jako nazwę jeziora również podaje Krajnik, podając źródło informacji Protokół z posiedzenia KUNMiOF w dniach 20-21 kwietnia 2004; Zarządzenie Ministra Administracji Publicznej z dnia 17 września 1949 r., M.P. Nr 76, poz. 947; Atlas jezior Polski, red. J. Jańczak, podając nazwy oboczne: Jezioro Żurawie (wg KNMiOF) oraz Trzciniec.

## Morfometria
Według danych Instytutu Rybactwa Śródlądowego powierzchnia zwierciadła wody jeziora wynosi 40,3 ha, średnia głębokość to 10,8 m, a maksymalna – 35,2 m. Lustro wody znajduje się na wysokości 46,1 m n.p.m. Objętość jeziora wynosi 4370,0 tys. m³. Maksymalna długość jeziora to 900 m, a szerokość 685 m. Długość linii brzegowej wynosi 2450 m.
Natomiast A. Choiński określił poprzez planimetrowanie na mapach 1:50 000 wielkość jeziora na 37,5 ha.
Według numerycznego modelu terenu udostępnionego przez Geoportal lustro wody znajduje się na wysokości 43,7 m n.p.m.
Według Mapy Podziału Hydrograficznego Polski jezioro leży na terenie zlewni szóstego poziomu Lubniewka od jez. Lubiąż do ujścia. Identyfikator MPHP to 189629. Zlewnia bezpośrednia jeziora wynosi 68,0 km².

## Zagospodarowanie
Administratorem wód jeziora jest Regionalny Zarząd Gospodarki Wodnej w Poznaniu. Utworzył on obwód rybacki, który obejmuje wody jeziora Krajnik wraz z wodami rzeki Lubniewka (Obwód rybacki jeziora Krajnik na rzece Lubna – Nr 3). Gospodarkę rybacką prowadzi na jeziorze Polski Związek Wędkarski Okręg w Gorzowie Wielkopolskim.
Jezioro pełni również funkcje rekreacyjne, nad jeziorem funkcjonuje kąpielisko wyznaczone z zasadami dyrektywy kąpieliskowej – Przystań Wodna ZSMP OSW "Kaczy Dołek" w Lubniewicach. Stopień zagospodarowania turystycznego jeziora jest niewielki, w 2003 roku, nad jego brzegami działał jeden ośrodek wczasowy oraz kilka domków letniskowych.

## Czystość i ochrona środowiska
Według danych z 1993 roku wody jeziora zostały zaliczone do II klasy czystości. Badania z 1998 roku wykazały pogorszenie się jakości wód jeziora, wzrosły wskaźniki zawartości w jego wodach fosforu oraz chlorofilu. Wskaźnik przeźroczystości wód w obydwu badaniach był niski i wynosił około 1 metra. Jezioro zostało wówczas zakwalifikowane do III klasy czystości. W badaniach z 2003 roku, wskaźniki uległy dalszemu pogorszeniu, choć III klasa wód została utrzymana. Inspektorzy WIOŚ jako główną przyczynę pogorszenia się czystości wód jeziora wskazywali fakt bezpośredniego odprowadzania do niego oczyszczonych ścieków z wybudowanej w 1993 roku oczyszczalni obsługującej Lubniewice.
Jezioro Krajnik zostało zakwalifikowane jako średnio odporne na degradujące wpływy zewnętrzne, w związku z czym zostało zaliczone do II kategorii podatności na degradację. Oznacza to, że jest to jezioro o średnich warunkach naturalnych. Z jednej strony charakteryzuje się dużą głębokością średnią oraz wysokim wskaźnikiem stratyfikacji termicznej, jednak duży procent wymiany wód w ciągu roku (390%) oraz duża powierzchnia zlewni bezpośredniej jeziora w porównaniu do jego objętości negatywnie wpływa na jego odporność przed degradującym wpływem zanieczyszczeń antropogennych.
Jezioro w całości znajduje się na obszarze chronionego krajobrazu Pojezierze Lubniewicko-Sulęcińskie.